# Rainer Eisenhardt
Rainer Eisenhardt (* 19. September 1944; † 13. Mai 2022 in Rutesheim) war ein deutscher Fußballspieler und -trainer. 

## Karriere
Rainer Eisenhardt kam aus der Jugend des SKV Rutesheim und spielte von 1958 bis 1964 für die erste Mannschaft des Clubs. Nach drei Jahren bei der zweiten Mannschaft des VfB Stuttgart wechselte Eisenhardt 1967 zu den Stuttgarter Kickers. Für die Kickers absolvierte er 50 Spiele und erzielte dabei 27 Tore. Es folgten weitere Stationen beim FC 08 Villingen und bei der SpVgg 07 Ludwigsburg. In den 1980er Jahren war Eisenhardt zwei Jahre Trainer bei den TSF Ditzingen.